# 大津町木津野
大津町木津野（おおつちょうきづの）は、徳島県鳴門市の大字。郵便番号は772-0031。

## 地理
鳴門市の南東部に位置する。東は大津町吉永、西は大津町備前島、北は新池川を境に撫養町木津、南は大津町矢倉とそれぞれ接している。全域が平坦な農地で梨園が広がっている。集落は北部の字裏ノ越・仲ノ越・内田に集中し、内田に鳴門市第一小学校と第一幼稚園がある。
また大津町吉永との境界を南北に延びる国道11号（吉野川バイパス）の沿線は商業化が進んでいる。地区中央部から南部は大部分が梨園で占められている。この地を開拓した吉成善太夫が祀られている村彦神社のほか、八坂神社・厳島神社・荒神社などがある。

### 河川
- 新池川

### 小字
| - 池ノ内 - 内田 - 裏の越 - 加満の越 - 蒲の越 | - 喜多川縁 - 北川縁 - 北の越 - 四丁野 - 堤の内 | - 堤外 - 仲ノ越 - 中の越 - 西川田 - 西辰巳 | - 西玉渕 - 西ノ越 - 野神ノ越 - 東川田 - 東辰巳 | - 東の越 - 日加志の越 - 前の越 - 籔の内 - 養父の内 |  |

## 歴史
江戸期から1889年（明治22年）にかけては板東郡および板野郡の木津野村であった。寛文4年（1664年）より板野郡に属する。明治22年に同郡大津村の大字となった。昭和30年2月より現在の鳴門市の字名となる。

## 世帯数と人口
2022年（令和4年）1月31日現在の世帯数と人口は以下の通りである。
| 町丁         | 世帯数  | 人口    |
| ------------ | ------- | ------- |
| 大津町木津野 | 754世帯 | 1,646人 |

## 小・中学校の学区
市立小・中学校に通う場合、学区は以下の通りとなる。
| 番地 | 小学校             | 中学校             |
| ---- | ------------------ | ------------------ |
| 全域 | 鳴門市立第一小学校 | 鳴門市立第一中学校 |

## 交通

### 道路
- 国道28号
- 徳島県道12号鳴門池田線

## 施設
- 鳴門市第一小学校
- 大塚包装工業本社